# Spijsvertering

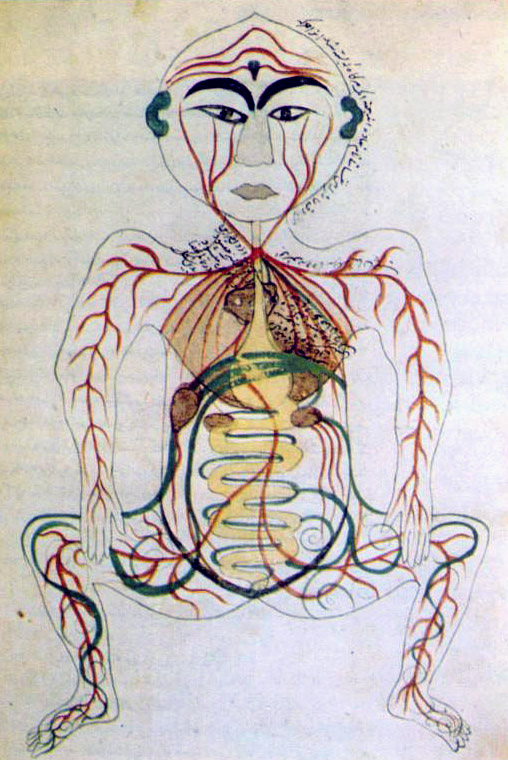
Een 17e-eeuwse Perzische prent van het spijsverteringsstelsel

Spijsvertering of digestie is een fysiologisch proces, waarbij ingenomen voedsel (spijs) in het maag-darmstelsel met mechanische en biochemische middelen wordt verwerkt, tot stoffen die door het lichaam kunnen worden opgenomen.

## Beschrijving
Het ingenomen voedsel is in die vorm zelden geschikt voor direct gebruik door de lichaamscellen. De spijsvertering zet voeding om in voor de lichaamscellen bruikbare stoffen, waar ze vervolgens via stofwisseling worden verwerkt tot lichaamseigen stoffen.

### Hydrolyse

#### Polysachariden
De in de voeding aanwezige polysachariden, met name zetmeel en cellulose (bij herbivoren), worden tijdens de spijsvertering, via  enzymatische hydrolyse, afgebroken tot de monosacharide glucose. De hydrolyse van zetmeel wordt aangezwengeld door het enzym amylase, die van cellulose door het enzym  cellulase. De gevormde glucose komt, na resorptie in de darmwand, opgelost in het bloedplasma, via de leverpoortader en de lever in de bloedbaan terecht. Als bloedsuiker wordt de glucose vervolgens naar de cellen in de verschillende weefsels vervoerd. In de weefselcellen wordt glucose omgezet in energie. Overtollige glucose wordt tijdelijk opgeslagen als glycogeen in de lever en de spieren.

#### Eiwitten en vetten
Eiwitten en vetten worden tijdens de spijsvertering, eveneens via hydrolyse, tot hun bouwstenen afgebroken: aminozuren via proteolyse uit ingenomen eiwitten, en o.a. vetzuren uit ingenomen vetten. Na transport via het bloed, namelijk opgelost in het bloedplasma, worden deze bouwstenen in de cellen gebruikt voor de aanmaak van lichaamseigen stoffen: eiwitten via eiwitsynthese; vetten, hormonen.

### Begin stofwisseling in lever
Voordat het bloed met de voedingsstoffen, vanuit de haarvaten in de darmwand, de bloedbaan bereikt, passeert het via de leverpoortader eerst de lever. In de levercellen begint de stofwisseling: omzetting van fructose en galactose in glucose; tijdelijke opslag van een teveel aan glucose als glycogeen; tijdelijke opslag van vetten; bewerking -transaminering- van een deel van de uit de spijsvertering aangevoerde aminozuren; aanmaak, uit aangevoerde aminozuren, van plasma-eiwitten als albumine en fibrinogeen.

## Spijsverteringskanaal
Het spijsverteringskanaal omvat buizen en lichaamsholten waarbinnen het spijsverteringsproces plaatsvindt. In het maag-darmkanaal wordt het voedsel (de spijsbrij) voortgestuwd en knedend gemengd met de spijsverteringssappen door beweging van het gladde spierweefsel van de darm: de peristaltiek. Dit proces wordt aangestuurd vanuit het autonome zenuwstelsel, meer specifiek het enterisch zenuwstelsel.

## Stadia

Menselijk spijsverteringsstelsel:
----

Er zijn verschillende fases te onderscheiden bij de spijsvertering:
- ingestie of inname
- peristaltiek
- digestie of vertering:
  - mechanische afbraak door onder meer masticatie of kauwen
  - biochemische afbraak door enzymen uit onder meer klieren
- absorptie via passief en actief transport in het bloed
- assimilatie door de cellen voor de stofwisseling
- egestie ofwel het uitscheiden van onverteerde voedingsvezels samen met dode en levende bacteriën uit de darmflora, dode darmwandcellen, galkleurstof, slijm, vocht en zouten.

Ingenomen voedsel legt bij de mens de volgende weg af (de nummers corresponderen met de afbeelding):
- Mond (5): in de mond wordt het voedsel door het gebit in kleine brokjes vermalen en komt het in aanraking met speeksel; de voedselbrij wordt gevormd. In speeksel zitten bepaalde enzymen (zoals amylase) die al beginnen met het omzetten van voedsel naar voedingsstoffen. Amylase breekt de polysacharide zetmeel af via hydrolyse, een ontledingsreactie met behulp van het in het speeksel aanwezige water. Hierdoor vormt zich maltose, een disacharide (dimeer), die uiteindelijk verder wordt gesplitst (middels hydrolyse) in twee glucose-monomeren.
- Slokdarm (11): de route van de mond naar de maag. De enzymen uit het speeksel gaan door met de zetmeelvertering in de spijsbrij.
- Maag (15): de maag trekt samen en mengt daardoor het voedsel (mechanische spijsvertering). Maagsap afkomstig uit de maagwand zorgt voor een zuur milieu, waardoor een groot deel van de met het voedsel meegekomen bacteriën dood gaat, en de speekselamylase wordt geïnactiveerd. De epitheelcellen in de maagwand produceren zoutzuur (HCl/maagzuur) en pepsinogeen, een pro-enzym. Onder invloed van zoutzuur wordt het pro-enzym pepsinogeen omgezet in het werkzame enzym peptase, dat eiwitten afbreekt tot kortere koolstofketens (polypeptiden). In de maag vindt tevens de absorptie plaats van ingenomen alcohol en aspirine.
- Twaalfvingerige darm (19): basische sappen uit de alvleesklier neutraliseren de zure massa die uit de maag komt tot een spijsbrij met een neutrale pH. Daarnaast zorgen de galzuren uit de galblaas voor het emulgeren van vetten, zodat deze door lipase omgezet kunnen worden in vetzuren en glycerol.
- Dunne darm (20): in de dunne darm zitten de darmvlokken. Deze nemen de meeste voedingsstoffen, inclusief water, op in het bloed.
- Dikke darm (23): de dikke darm neemt de laatste voedingsstoffen op, zoals galzouten, elektrolyten en water.
- Endeldarm (29): laatste uiteinde van de dikke darm, verzamelplaats voor de ontlasting.
- Anus (30): opening aan het eind van de endeldarm. Onverteerbare resten van de voeding en afvalproducten van de lever worden hier circa eenmaal per dag als ontlasting uit het lichaam verwijderd. Dit proces wordt defecatie genoemd.